# Skarlátgyapjasmadár
A skarlátgyapjasmadár vagy hawaii nevén ʻIʻiwi (Vestiaria coccinea)  a madarak osztályának verébalakúak (Passeriformes) rendjébe és a pintyfélék (Fringillidae) családjába tartozó Vestiaria nem egyetlen faja.

## Előfordulása
A Hawaii-szigeteken honos faj. A legtöbb gyed Maui szigetén él, nagyobb populációi vannak Hawaii és Kauai szigetén, míg kisebb kolóniái megtalálhatóak Molokai és Oahu szigetén is. Lanairól 1929-ben kihalt.
A faj összpopulációját 350.000 egyed körülire becsülik.
Erdők lombkoronájának lakója.

## Megjelenése
Testhossza 15 centiméter. Teste többnyire vérvörös színű, szárnyai feketék, farka ívelt. Csőre a nektárfogyasztáshoz alkalmazkodott. Tollazata a zöld lombok közt az egyik legláthatóbb madárrá tette Hawaiin. A fiatal madár tollazata eltér a felnőttétől.

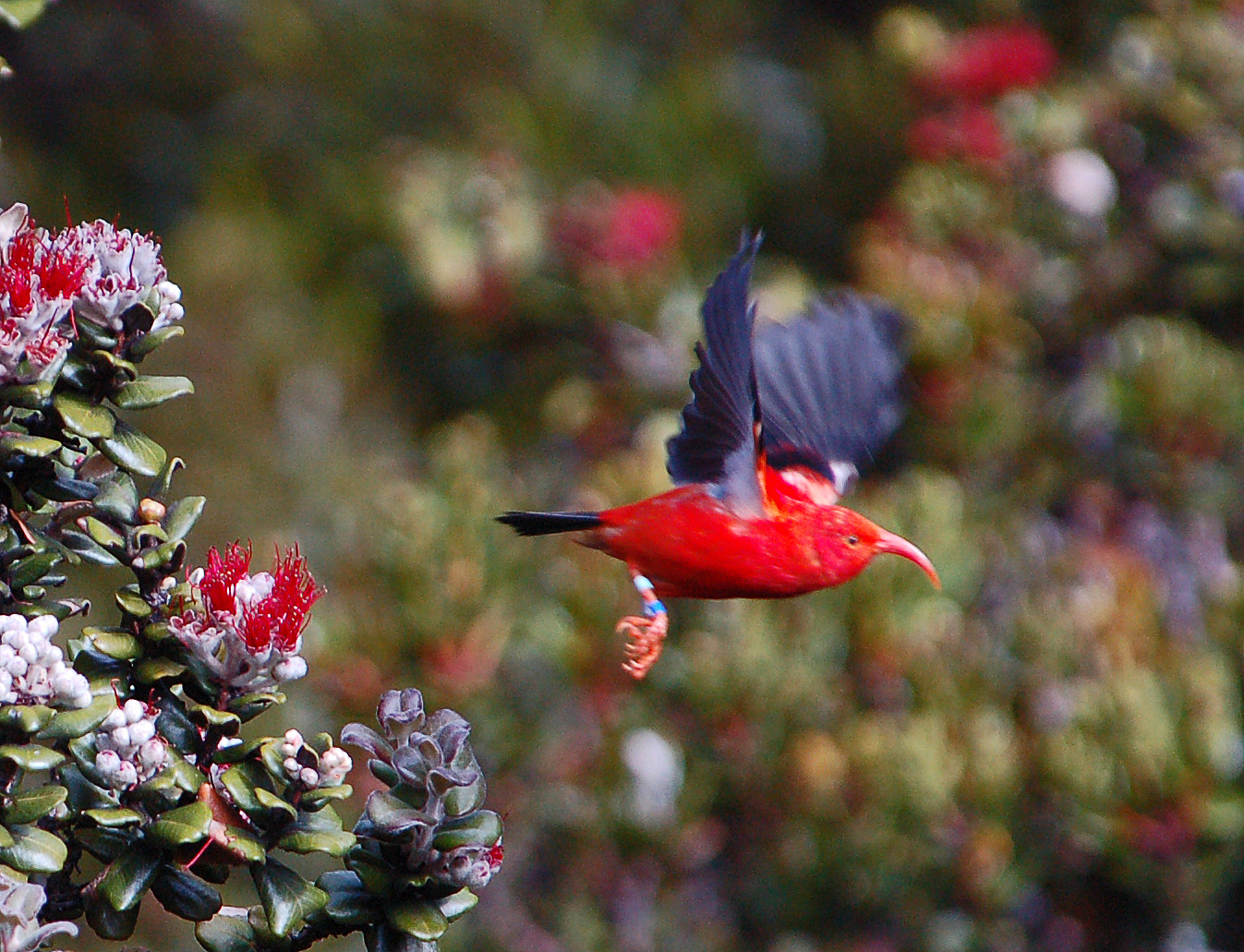
Repülés közben

## Életmódja
Tápláléka legfőképp nektárból áll, de emellett fogyaszt ízeltlábúakat is.

## Szaporodása
Szaporodási ideje januártól júniusig tart. 2–3 tojásból álló fészekalját a tojó egy csésze alakú fészekbe helyezi, amit fűből, szirmokból és tollból készít. Ezek a kékes színű tojások 14 napon belül kikelnek. A fiókák tolla 24 napon belül fejlődik ki teljesen.